# Darley Dale
Darley Dale , noto anche semplicemente come Darley , è una città e parrocchia civile nel distretto di Derbyshire Dales nel Derbyshire, in Inghilterra, con una popolazione di circa 6 000 abitanti. Si trova a nord di Matlock, sul fiume Derwent e sulla strada A6 . La città fa parte dell'area urbana di Matlock e funge da città di pendolari per i lavoratori.

## Storia
- La chiesa di Sant'Elena risale al 12 ° secolo.[2]
- Nel 1504 viene menzionato per la prima volta il Darley Bridge.[3]
- L'autostrada da Wirksworth Moro a Longstone Turnpike fu inaugurata nel 1759.[4]
- L'autostrada da Chesterfield a Matlock, Darley e Rowsley Bridge fu aperta nel 1760.[4]
- Il Whitworth Hospital fu inaugurato nel 1889.[5]
- Il Whitworth Institute fu eretto nel 1890.[6]
- La città si è sviluppata nel XIX e XX secolo intorno alle industrie minerarie del piombo, della forgiatura dei metalli, della ferrovia e delle cave.